# 八幡山公園
八幡山公園（はちまんやまこうえん）は、栃木県宇都宮市塙田五丁目にある都市公園（総合公園）である。敷地内には宇都宮タワーや八幡山交通公園などの設備がある。

## 概要
宇都宮市の中心市街地、宇都宮二荒山神社が鎮座する明神山の北に連なる峰が八幡山である。八幡山公園はこの八幡山山頂付近から山麓にかけて整備された複合レジャー施設であり、市民憩いの場として幅広く市民に親しまれている。
公園敷地にはつつじや桜が茂り、桜の季節になると露店が出されぼんぼりが灯り、宇都宮市内有数の花見のスポットである。この頃は休日を中心に大勢の花見客でにぎわい、公園駐車場は満車となる。
山頂付近には高さ30mのクスノキの巨木が立つ。このクスノキの樹齢は300年といわれ、温暖地に繁るクスノキが関東北部で定着し巨木となることは珍しく、1972年（昭和47年）12月8日に市指定の天然記念物に指定されている。
八幡山山頂に聳えて市内を見下ろす電波塔、「宇都宮タワー」は有料ながら展望台として開放されており、他にもゴーカートを体験できる「八幡山交通公園」、冒険気分を満喫できる冒険遊具を揃えた「アドベンチャーU」、タワー付近と交通公園付近をダイレクトに結ぶ「アドベンチャーブリッジ」など、観光・体験施設も比較的充実しており、年少者から年配者まで広く楽しむことができる。

## 沿革
- 1900年（明治33年) 1月 - 八幡山墓地供給開始[2]
- 1906年（明治39年）12月 - 八幡山に塩田蓬一郎（ほういちろう）が「塩田園」を開園[3]
- 1915年（大正4年) - 施設維持管理のため入園料を徴収[4]
- 1916年（大正5年）6月20日 - 八幡山備え付けの大砲による「ドン」第一発鳴らす[3]
- 1922年（大正11年）10月1日 - 八幡山東台に午砲所設置、正午時に「ドン」鳴らす[3]
- 1925年（大正14年）
  - 2月 - 遊園地「塩田園」を宇都宮市が買収[3]
  - 10月 - 市議会の決議により土地所有者の宇都宮文栄（ぶんえい）から山林等を買収[4]
- 1926年（大正15年) 4月 - 宇都宮市制30周年祝賀式の一環で、八幡山で東洋花火大会を開催する[5]
- 1927年（昭和2年）2月1日 - 宇都宮市立八幡山公園開園[3]
- 1932年（昭和7年）3月31日 - サイレン設置により八幡山のドン終了。[5]
- 1941年（昭和16年）11月 - 八幡山公園にプール設置[3]
- 1945年（昭和20年）6月 - 地下に旧陸軍司令部用の地下壕を掘り進めるが完成前に終戦[4]
- 1950年（昭和25年）6月 - 八幡山プールの進駐軍使用解除され市民に開放[6]
- 1953年（昭和28年）5月5日 - 八幡山公園に児童公園開園[3]
- 1965年（昭和40年）11月2日 - 栃木県児童会館開館[7]
- 1969年（昭和44年) - 老朽化のためプール廃止[8]
- 1972年（昭和47年）12月8日 - 公園内のクスノキが市指定の天然記念物に指定。
- 1975年（昭和50年） - 交通公園開園[4]
- 1978年（昭和53年) - 日本庭園開園[4]
- 1980年（昭和55年）10月3日 -公園内にUHFテレビ中継塔 宇都宮タワー完成[3]
- 1986年（昭和61年）- 市制90周年とチチハル市友好都市2周年を記念し、同市より 丹頂鶴2羽贈られた。
- 1988年（昭和63年）3月31日 - 栃木県児童会館閉館[7]
- 1991年（平成3年）6月 - タンチョウに雛が誕生した[5]
- 1993年（平成5年）3月18日 - 管理事務所・倉庫・車庫新設[9]
- 1995年（平成7年）4月29日 - アドベンチャーUオープン[9]
- 1996年（平成8年）10月3日 - 公園内に防災備蓄庫設置[3]
- 1999年（平成11年）3月27日 - アドベンチャーブリッジ設置[9]
- 2003年（平成15年）2月 - うつのみや百景に選定[10]

## 施設等

### 現有施設

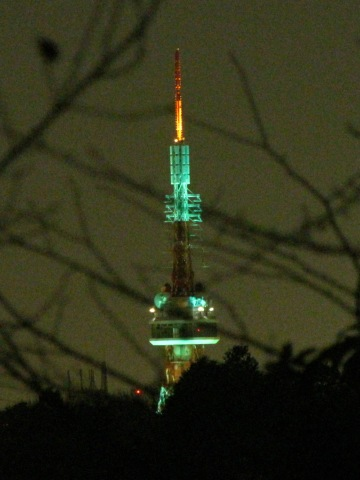
ライトアップされた宇都宮タワー（戸祭山から遠望）

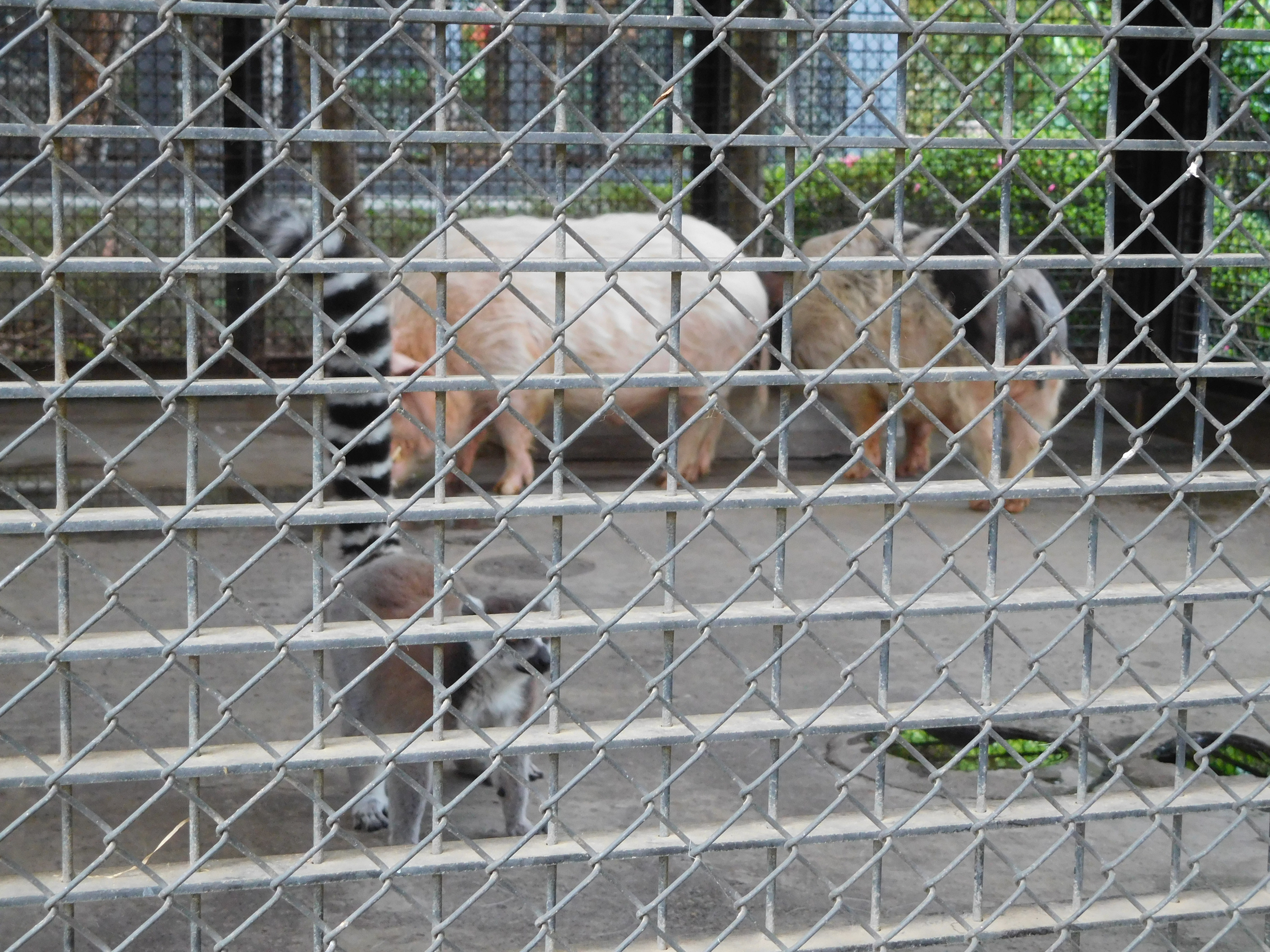
動物舎のワオキツネザルとブタ

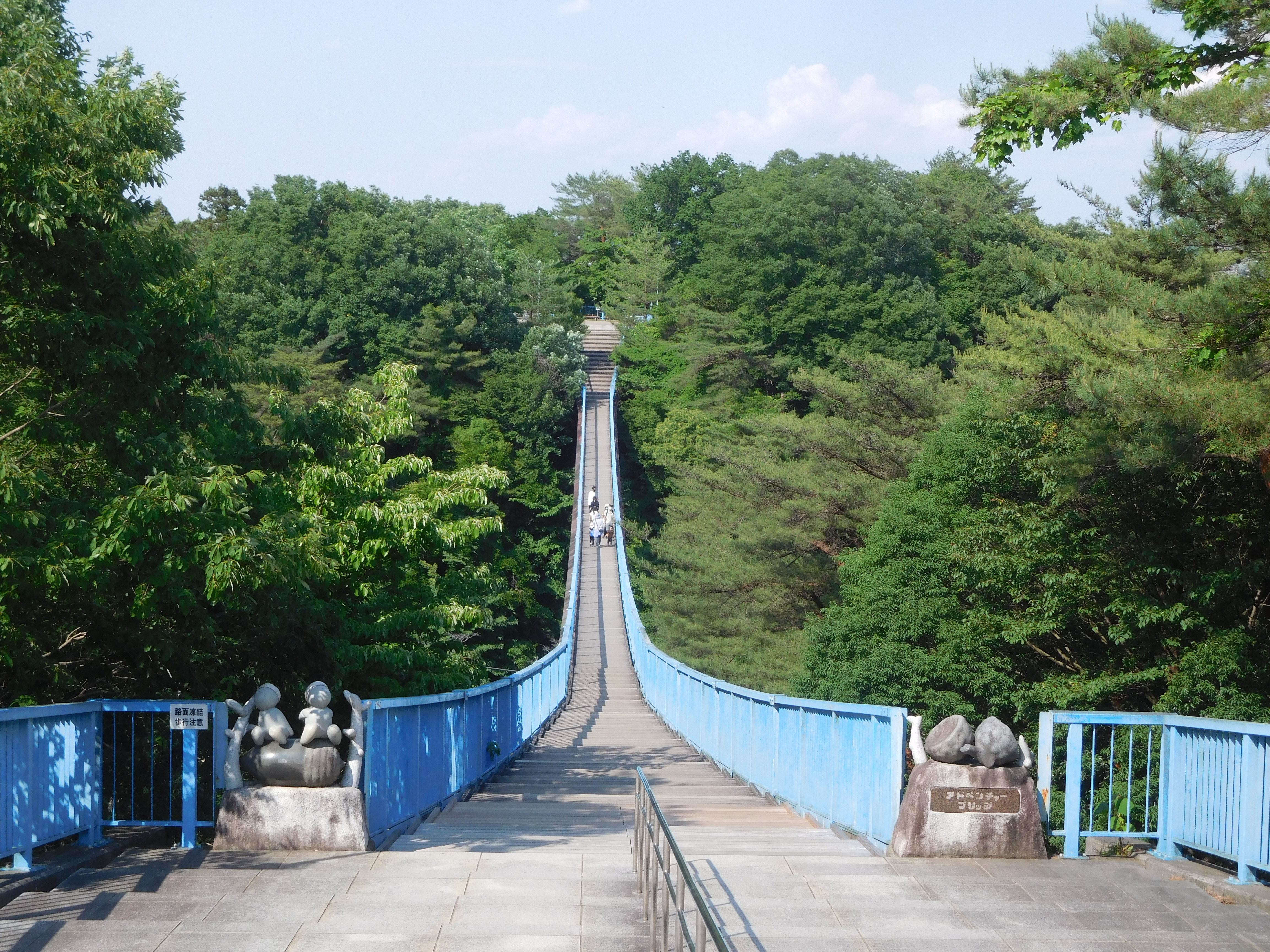
アドベンチャーブリッジ

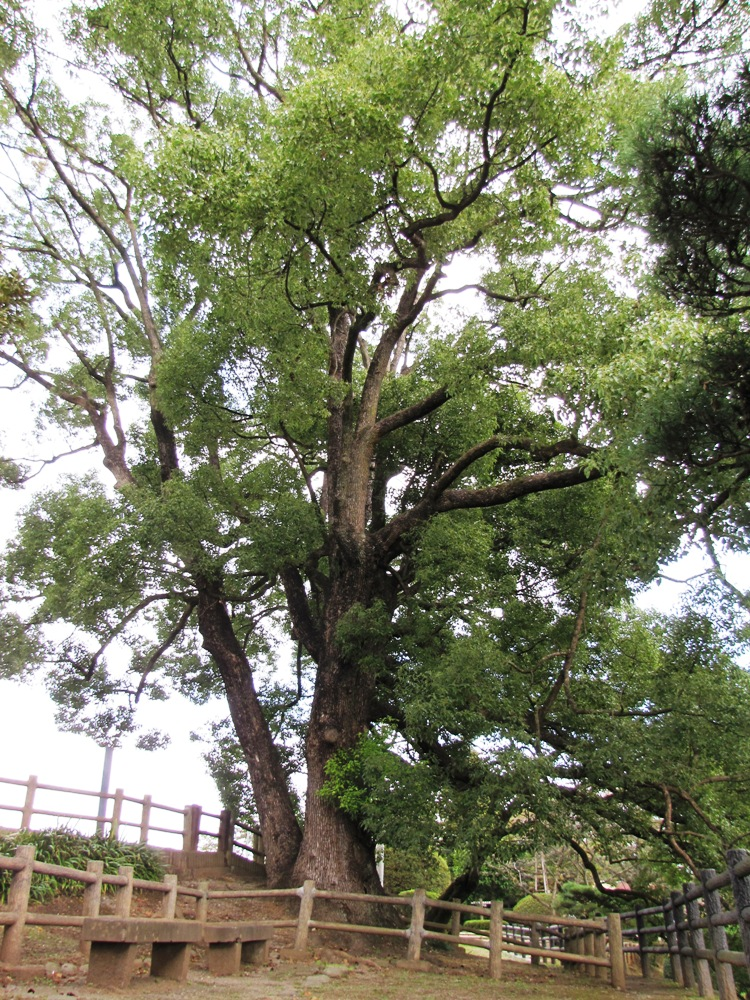
八幡山の大クスノキ

- 宇都宮タワー
宇都宮タワーの項を参照。
- 正面坂[11]
南入口から宇都宮タワーまでの坂の名称。
- 動物舎
タンチョウ、インドクジャク、鴨、チャボ、うさぎ、ハクビシン、アライグマなどの小動物を飼育している。
  - かつてはタンチョウは宇都宮タワー西側の広場、孔雀は宇都宮タワー南側の現展望台に飼育舎があった。
- アドベンチャーブリッジ
宇都宮タワーがある八幡山頂上付近からアドベンチャーU間を結ぶ全長152M高さ30M幅1.5M～4Mのモノストーム式鋼吊床版橋としては日本一の長さ[9]。
- アドベンチャーU[11]
俗称「宝くじ公園」といい、日本宝くじ協会の寄贈施設。
  - 見晴台

園内を展望できる。
  - 滑り台
  - ローラー滑り台

全長58mのコースにローラーが並べられ、ロールの上を滑り降りる滑り台。
  - せせらぎ水路
- 日本庭園[11]
人工の滝と下流の池を中心に造成された日本式庭園。池では鯉が飼われている。
- 八幡山交通公園
ゴーカートがある。詳細は八幡山交通公園の項を参照。
- 花見広場[11]
八幡山公園の南西部の平坦地にテーブルとベンチ、健康遊具が設置されている。桜が多数植えられている。
- ひょうたん池[11]
八幡山公園の東側の登り口にある池。上空にはアドベンチャーブリッジが架かる。
- 大クスノキ（市指定天然記念物）
高さ20m、江戸時代以来、樹齢300年といわれる巨木。1972年（昭和47年）12月8日、宇都宮市の天然記念物に指定される。
- 展望台[11]
一等三角点[12]、天測点が設置されている。
鳥居と礎石があるが秋葉神社の跡か定かではない
- 西駐車場[13]
八幡山公園南西麓に設けられた無料の駐車場で収容台数50台。県庁西通り（市道240号）の歩道橋下から入る。
- 東駐車場[13]
宇都宮タワーとアドベンチャーUの谷間を通る市道908号線沿いに位置する無料の駐車場で収容台数20台。
- おもいやり駐車場[13]
展望台近くに設置
- 八幡山墓地
八幡山公園と蒲生神社の間に位置する。
- 管理事務所別館
1993年新設したが、管理事務所機能は宇都宮タワー内に移され、別館となった。

### 廃止・撤去済み
- 秋葉神社
塩田園時代に八幡山山頂設置[14]
- 八幡山のドン
宇都宮タワーの辺り

　元々は第十四師団が宇都宮に駐屯して間もない頃、当時の師団長が師団司令部前の広場に高さ6mの丘を作らせ、口径75ミリの旧式野砲を据付け、「住民に正午を知らせる」ため毎日号砲をうたせたのに由来する。軍事費削減のため1922年（大正11年）9月15日を最後に廃止されたが、市民にも親しまれていたため陳情が絶えぬことから、市は司令部と交渉し、無償で譲り受けて八幡山に設置。同年10月1日より宇都宮市の管轄することになり、初日は師団兵が世話する中、市長が綱を引いて放たれた。昭和7年にはサイレンが設置されたので号砲は廃止されたが、しばらくは大砲は残置され子どもたちの遊び場に。
- 観覧車
宇都宮タワーが建てられる前に同場所にあった。
- プール
皇紀2600年記念事業の一つとして、市民から要望の多かったプールを八幡山公園の凹み地に設置した。日中戦争の戦時下もあり、資材調達に難があるため無筋コンクリート構造とした。900m離れた場所に湧出する清水を横井戸にて集水し揚水ポンプで給水した。プールは児童遊泳用と競泳用の2つで、双方とも長さ25m・幅15mの面積375平方メートルであったが深さは児童用が40cm～60cm、競技用は1m40cm～1m60cmとし飛込は2.9mであった。完成後に日本水上競技連盟より公認プールの承認を得た[16]。
現在の西側駐車場で、宇都宮市営プール第一号であった。昭和30年代中頃までは小中学校にプールは無く、川で泳いでいた時代なので、夏になると多くの子どもたちでにぎわっていた[17]。
- 梅林
プール閉鎖後、駐車場として整備されるまでは梅が植えられて、通称「梅林」と呼ばれていた。
- 八幡山児童遊園地[18]
東戸祭1丁目1-1（現･花見広場）
開園日：1953年（昭和28年）5月5日
  - 子供汽車（特急ひかり号型、機関車1両と客車5両）
購入年月日：1967年（昭和42年）5月2日、1週：180m、定員40名。　
  - 子供自動車
子供汽車の内側に周回路を設置。
設置年月日:1953年（昭和28年）5月5日
台数:8台（うち昭和43年購入が5台、1969年（昭和44年）購入が3台[19]）、1週：160m。
  - オクトパス[20]
設置年月日：1959年（昭和34年）8月1日、定員16名。
- ジャンボ滑り台
日本庭園から蒲生神社へ向かう広場に設置されていた。
1971年（昭和46年）設置の大永スポーツ機器のV型ゴムローラーすべり台[21]
- 虫の楽園[22]
  - 市が1970年（昭和45年）に公園内1400平方メートルの敷地を整備し、同年発足の鈴虫愛育会が2万匹の鈴虫を放虫した。1972年（昭和47年）も放虫予定[23]。
- 野外劇場[22]
- バレーコート[22]

### 栃木県児童会館
栃木県の施設で、大曽町602番地（現アドベンチャーU）に設置されていた。設置場所選定時、市街地に近く競輪場が隣接することから天文観察等の影響が懸念されたが、1964年（昭和39年）12月に建築を開始し、1965年（昭和40年）11月2日に落成式、翌日より一般公開された。鉄筋コンクリート造2階建て一部4階建て（プラネタリウム屋根や天文台部分）、総事業費3,500万円のうち2,000万円は県債でまかなわれた。
後継施設の栃木県子ども総合科学館完成により、1988年（昭和63年）3月31日をもって閉館。
- 展示内容の一部
  - プラネタリウム  1975年に機器の故障により新機種（GX-10-T）に交換され、1976年4月から利用料が無料となった。
  - パノラマ理想都市と鉄道模型  鉄道模型のジオラマ。
  - 古墳の模型
  - かみなりの様子
  - トヨエースカットシャーシ
  - コンピューターのしくみ
  - 星座のしくみ
  - 動物の剥製

キツネ、アナグマ、ペンギン、タヌキ、かもしか、子鹿、クマなど

### 旧陸軍地下司令部跡
昭和20年代、児童館の場所は対空高射砲陣地で、何基も設置されていた。その地下には、旧陸軍の地下司令部の壕が残る。この壕は終戦間近の1945年（昭和20年）6月に本土決戦を想定して建設が始まったもので、機密保持のため宇都宮師管区の東部36・37・38・42部隊に属する隊員約250人が秘密裏に工事を進めた。作業隊は11個小隊に分けられ、各々が1か所ずつ出入り口の建設を担当した。3交代で24時間態勢で建設が進められたが、終戦までには間に合わず、実際に使用されることはなかったが、アメリカ軍が進駐してきた際に未完成では日本軍の名折れであるとして、終戦後も完成まで工事は行われた。
戦後、地元では「八幡台の防空壕」と通称されていたが、2000年（平成12年）に戦災記録保存事業のために調査が行われ、旧陸軍地下司令部跡であることが判明した。2002年（平成14年）からは一般公開をしていたが、内部の崩落の危険があるため、2021年（令和3年）現在は公開していない。
司令部の壕は、AラインからJラインまで10本の壕で構成され、八幡山公園地下を南北に貫く最も長いAラインは364.6 mに及ぶ。他のラインはすべてAラインに接続しており、最も長いCラインが49.6 m、最も短いFラインは25.0 mである。

## アクセス
路線バス
- JR宇都宮駅西口から
  - 関東バス　細谷車庫行き、駒生営業所行き、鶴田駅行き、新鹿沼行きなど乗車5分、「県庁前」下車徒歩15分
  - 関東バス 宇都宮市内循環線「きぶな」乗車5分、「県庁庁舎前」下車徒歩10分
  - 関東バス 宇商高経由富士見ヶ丘団地行き、宇都宮美術館行き、帝京大学行き、玉生行き、グリーンタウン行き等乗車5分、「宇商高前」下車徒歩10分
  - 関東バス 西塙田経由戸祭・宝木団地行き、戸祭台循環線に乗車10分、「昭和小学校前」下車徒歩5分

徒歩
- 東武宇都宮駅北口から
  - 徒歩20分